# Ms. Dynamite
Pour les articles homonymes, voir Dynamite (homonymie).
Ms. Dynamite est le nom d'artiste de Niomi McLean-Daley, une chanteuse britannique de RnB/hip-hop née le 26 avril 1981 à Londres.

## Biographie
Fille aînée de onze enfants, Ms Dynamite est née dans le quartier nord de Londres, d'une mère écossaise et d'un père jamaïcain qui lui ont communiqué leur passion de la soul et du reggae. L'un de ses frères, Kingslee McLean-Daley, est un chanteur de grime connu sous le nom de Akala (en). Elle a été la fierté de la famille et du quartier en intégrant une grande université afin d'y étudier l'anthropologie[réf. nécessaire].
Bien qu'étudiante brillante, sa passion pour la musique l'a vite rattrapée. Elle commence tout d'abord par présenter une émission musicale réussie qui changera son destin. Elle y rencontre en effet un grand artiste : Sticky qui la pousse à se lancer dans la musique. Elle sort donc au début des années 2000 un premier single nommé Booo qui rencontre un vif succès et fait décoller sa carrière. Elle se retrouve ainsi à faire la première partie d'artistes prestigieux, notamment Eminem et les Destiny's Child.
Son talent convainc Salaam Remi, l'ex producteur des Fugees et de Nas. Ms Dynamite s'envole alors pour New York et la Jamaïque afin d'y enregistrer son premier album A little deeper qui sort en 2002 et rencontre un important succès. Elle remporte ainsi le prix de la meilleure interprète féminine aux Brit Awards et devient aussi la meilleure artiste urban en Angleterre. Et ce à tout juste 21 ans.
Beaucoup de personnes connaissent le titre Dy-na-mi-tee qui faisait partie de la bande originale du jeu FIFA 2003.
Ms Dynamite ne se contente pas d'écrire de simples chansons, c'est une artiste engagée qui lutte contre la délinquance et soutient les jeunes défavorisés et s'est positionnée contre la guerre en Irak.
Ms dynamite profite de son succès pour prendre une pause afin d'élever son fils Shavaar à qui elle dédicace une chanson dans son nouvel album qu'elle sort en 2005 intitulé Judgement days. Un album très hip hop soul mais aussi reggae où la jeune femme se montre toujours aussi engagée, s'adressant au premier ministre, à un père absent, dénonçant le port d'arme et défendant les femmes battues.

## Discographie

### Albums
- 2002 : A Little Deeper
- 2005 : Judgement Days
- 2006 : A Little Darker (Mixtape)

### Singles
- It Takes More (2002)
- Dy-Na-Mi-Tee (2002)
- Put Him Out (2002)
- Judgement Day/Father (2005)
- Fall In Love Again (2006) (Feat. Ken Boothe)
- Neva Soft (2011)

### Récompenses
- Mercury Music Prize : album de l'année, 2002.
- MOBO Awards (Music Of Black Origin) : meilleur single, meilleur nouveauté, 2003.